# Mi piace quella bionda
Mi piace quella bionda è un film del 1945 diretto da George Marshall